# Stazione di Sampieri

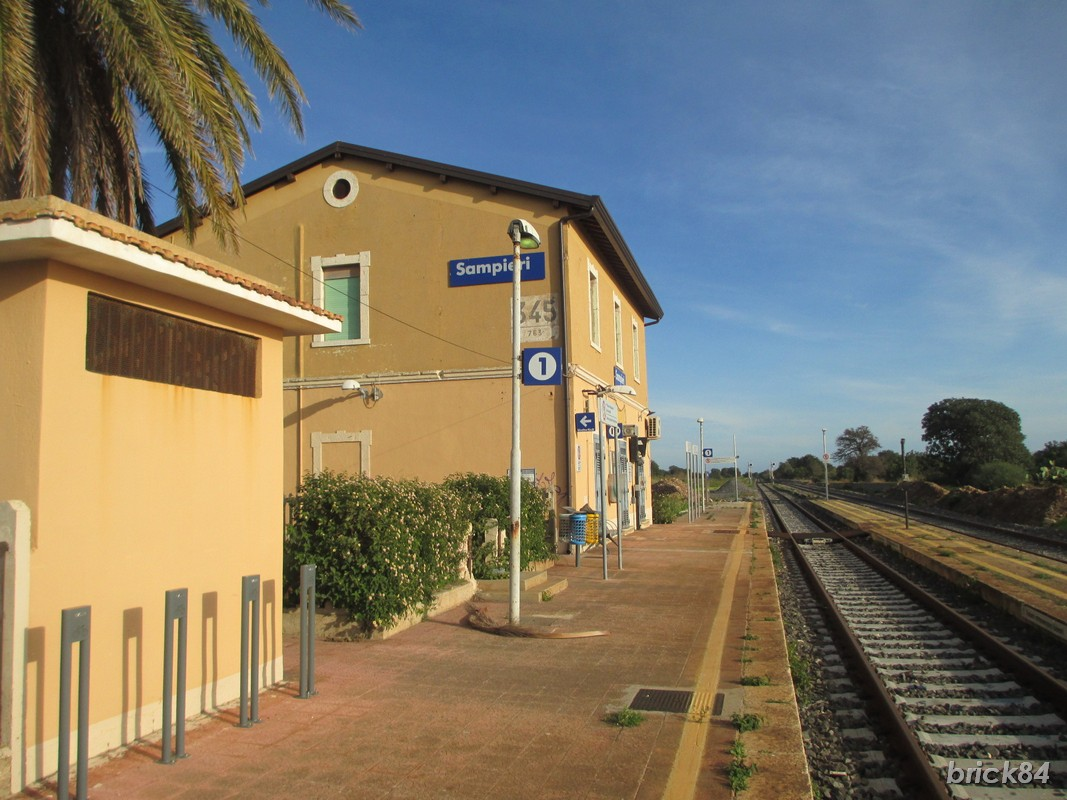
Stazione di Sampieri (2018)

La stazione di Sampieri è una stazione ferroviaria posta sulla linea Caltanissetta Xirbi-Gela-Siracusa. Serve il centro abitato di Sampieri, frazione del comune di Scicli, dal quale dista circa 2 chilometri.

## Storia
La stazione di Sampieri entrò in servizio il 23 dicembre 1891, all'attivazione del tronco ferroviario da Noto a Modica.